# Партія веде
«Партія веде» — хрестоматійний у радянські часи вірш Павла Тичини та однойменна збірка поета 1933 року. Вірш став одним із символів радянської літератури.

## Історія створення і публікації
Написаний у 1933 як піонерський марш. За свідченням письменника Івана Цюпи вірш був відхилений (як невдалий) одним із дитячих журналів.
За збігом обставин він потрапив до рук кореспондента московської газети «Правда», який у складі журналістської бригади у Харкові готував матеріал про Україну. В редакції «Правди» твір сприйняли як надзвичайно талановитий і актуальний.
21 листопада 1933 року вірш «Партія веде» був уперше опублікований в газеті «Правда» українською мовою. Відтоді цей твір став хрестоматійним, символом радянської літератури.
Вірш «Партія веде» відкрив однойменну збірку, яка з'явилася того ж року і перевидавалася багато разів.

## Трактування
Станіслав Цалик і Пилип Селігей пишуть:

| «Як нещодавно виявилося, «Партія веде» насправді є… своєрідним ремейком твору 13-річної давнини і протилежного спрямування. Ще в травні 1920-го на Софійському майдані Павло Григорович палко вітав українсько-польське військо, яке витурило з Києва більшовиків. Переповідають, що ту промову він завершив так: «А червону гидь // будем, будем бить!» |
Інші дослідники вважають вірш повною капітуляцією митця перед тоталітаризмом, проголошеною в головній газеті СРСР в один із найстрашніших для України років.
Усталений текст вірша «Партія веде» не цілком відповідає волі автора — існує запис П. Тичини: "До вірша «Партія веде»

| замість «всіх панів» треба «всіх катів» «паліїв за паліями» |[джерело?]
З невідомих причин авторські побажання не були враховані видавцями.